# 山中稜真
山中 稜真（やまなか りょうま、2000年12月14日 - ）は、神奈川県横浜市戸塚区出身のプロ野球選手（捕手）。右投左打。オリックス・バファローズ所属。

## 経歴
横浜市立倉田小学校2年生の時に下倉田シャークスで野球を始め、横浜市立豊田中学校時代は横浜泉中央ボーイズでプレーした。中学時代のチームメイトに土生翔太がいた。
木更津総合高等学校に進学し、2年夏では一塁、3年夏には正捕手として甲子園に出場した。2年夏は甲子園1試合で打率.667、3年夏は甲子園3試合で打率.417を記録し、大会通算では打率.467を記録した。また、2年夏の甲子園では2打点を記録している。1学年上に山下輝、2学年上に早川隆久、2学年下に篠木健太郎がいた。
高校卒業後は青山学院大学へ進学。1学年下に下村海翔、中島大輔、常廣羽也斗、1学年上に泉口友汰、2学年下に佐々木泰、西川史礁がいた。

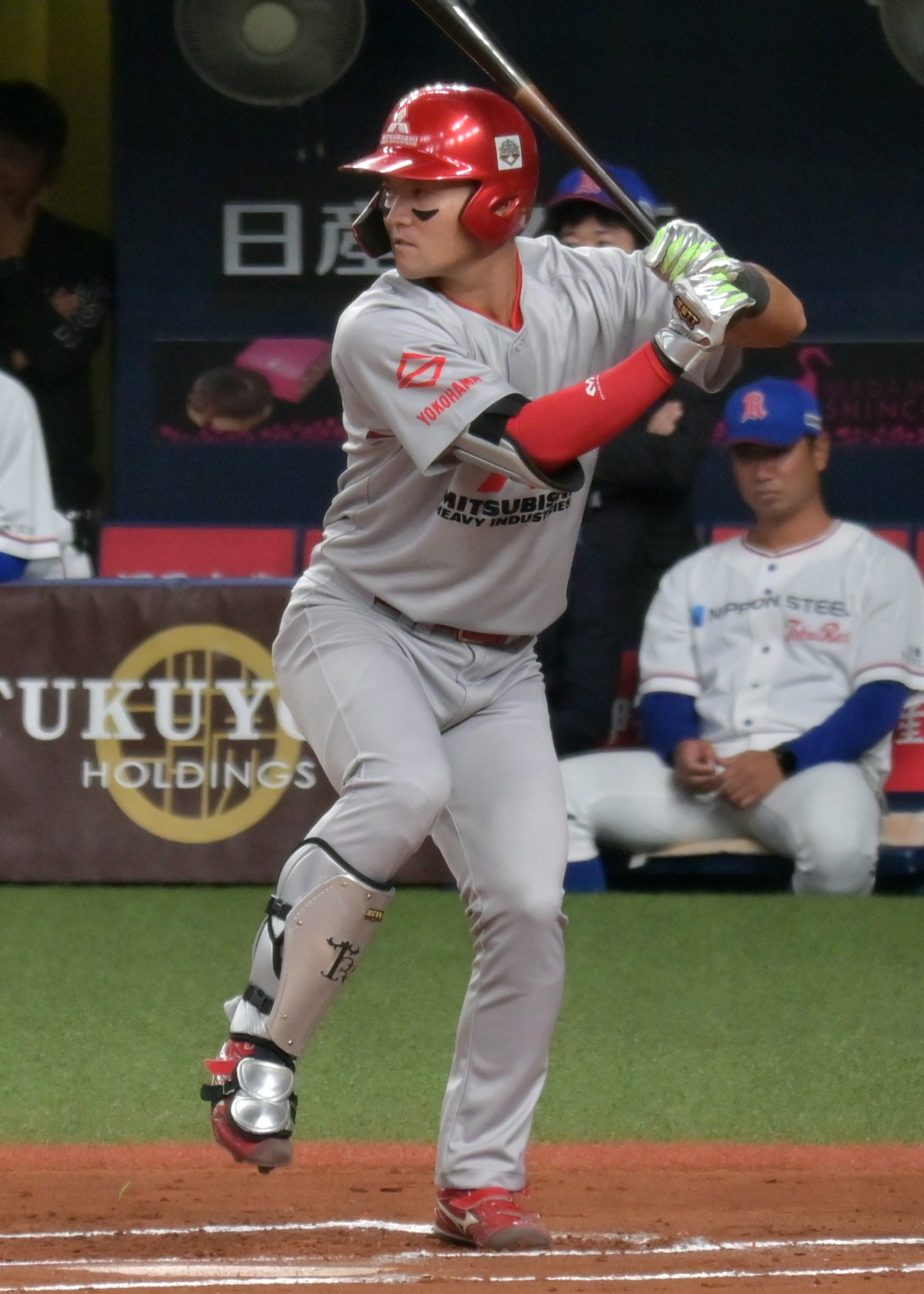
三菱重工East時代
（2024年11月3日 京セラドーム大阪）

三菱重工East時代は、社会人野球選抜（神奈川県）2023年に選出された。主なチームメイトに津田啓史、武田健吾がいた。
2024年10月25日に開催された2024年度新人選手選択会議でオリックス・バファローズから4位指名を受けた。11月21日、契約金3500万円、年俸800万円で入団に合意した（金額は推定）。背番号は50。担当スカウトは佐野如一。

## 詳細情報

### 記録
初記録
- 初出場・初先発出場：2025年4月5日、対北海道日本ハムファイターズ2回戦（エスコンフィールドHOKKAIDO）、「7番・左翼手」で先発出場
- 初打席：同上、2回表に金村尚真に左飛
- 初安打：同上、4回表に金村尚真から左越二塁打[5]
- 初打点：同上、5回表に山本拓実から右前2点適時打[5]
- 初本塁打：2025年4月17日、対埼玉西武ライオンズ3回戦（京セラドーム大阪）、1回裏に上田大河から右越ソロ

その他の記録
- プロ初本塁打が先頭打者本塁打※史上49人目、球団史上初

### 背番号
- 50（2025年[4] - ）